# Кривцов Микита Сергійович
Микита Сергійович Кривцов (біл. Мікіта Сяргеевіч Крыўцоў; 31 липня 1992, Вілейка — 12 серпня 2020, Мінськ) — білоруський футбольний фанат, учасник акцій протесту після президентських виборів 2020 року.

## Біографія
Микита Кривцов народився в Вілейці, протягом деякого часу жив в Молодечно. Він був уболівальником ФК «Молодечно». З дружиною виховували п’ятирічну доньку, сім’я жила в Жодино.

### Участь в акціях протесту в Білорусі (2020)
Брав активну участь в акціях протесту проти фальсифікації виборів. 9 серпня, він стояв перед рядом омонівців з біло-червоно-білим прапором на площі в Молодечно. 10 серпня Микита повідомив, що був у Мінську, де його мало не спіймав ОМОН на вулиці Немига.

### Смерть
Чоловік зник 12 серпня. Вранці того дня він пішов на роботу в село Корольов Стан під Мінськом. Згідно з геолокацією його телефону, Микита міг бути в лікарні або у відділі міліції в день свого зникнення.

### Справа вбивства Микити Кривцова
Увечері 22 серпня охоронець дачного кооперативу знайшов тіло Микити Кривцова в лісі на вулиці Парниковій в Мінську. Він викликав міліцію і зробив фото. На фотографії зображений Микита, що стоїть на землі, тому спостерігачі мали сумніви, що він покінчив життя самогубством. За словами охоронця, у Микити «не було обличчя», але зуби залишилися цілими. Батькам відмовилися показати тіло для ідентифікації.
Анжеліка, мати Микити Кривцова, пояснила, що після фільмування програми для «Белсату» до неї підійшов молодий чоловік і сказав, що він був у спортзалі з Микитою. Там їх побили та востаннє «засвітили» мобільний телефон Микити. За словами Анжеліки, цей хлопець боїться давати свідчення.
18 березня 2021 року стало відомо, що Слідчий комітет відмовився відкривати кримінальне провадження за фактом смерті Микити Кривцова «за відсутність у чиїх-небудь діях складу злочину».